# Departamento Colón (Entre Ríos)
Colón es un departamento del este de la provincia de Entre Ríos en la República Argentina, que toma el nombre de su cabecera, la ciudad de Colón. Es el cuarto más pequeño de la provincia con 2893 km² y el séptimo más poblado, con 62 160 habitantes según censo de 2010.
Limita al oeste con los departamentos San Salvador y Villaguay, al norte con el departamento Concordia, al sur con el departamento Uruguay y al este con la República Oriental del Uruguay.

## Geografía
Los principales arroyos afluentes del río Uruguay en el departamento son, de norte a sur: Grande o del Pedernal (límite con el departamento Concordia), Concepción (afluente del anterior), Palmar, Pos Pos, Mármol, Caraballo, Perucho Verna, Urquiza (límite con el departamento Uruguay), El Cordobés (afluente del anterior, también limítrofe). El río Gualeguaychú nace en el departamento Colón y sus principales afluentes en él son el arroyo San Miguel, el San Pascual, el Santa Rosa o Ciudad, y el Pinto (estos dos últimos limítrofes con el departamento Uruguay).
De acuerdo a la metodología utilizada por el INDEC para los censos 2001 y 2010 el departamento Colón comprendió 11 localidades: Colón, Colonia Hughes (en el ejido municipal de Colón, no era localidad en el censo de 1991), San José (comprendiendo las entidades: San José, El Brillante, El Colorado), Villa Elisa, Ubajay, Pueblo Liebig, Arroyo Barú, La Clarita, Pueblo Cazes, Hocker, Hambis.
El Tratado de Límites del Río Uruguay fue firmado por Argentina y Uruguay el 7 de abril de 1961, disponiendo en su artículo 1 en lo que corresponde al departamento Colón que el límite sigue coincidentemente con el eje del canal principal de navegación. El tratado adjudicó a la jurisdicción argentina sobre el río Uruguay en el departamento Colón las siguientes islas: San José (o isla de Alda, de 0,51 km²), Pepeají (1,7 km²), islote Pos Pos (en la desembocadura del arroyo homónimo), islote sin nombre (150 m al sur isla Pepeají), Boca Chica (0,09 km²), Hornos (0,27 km²), Caridad (1,5 km²), Florida (0,2 km²), Pelada (al norte y a 600 m de la uruguaya isla Almirón, de 1,52 km²). Posteriormente se formaron los bancos del Caraballo, frente a la desembocadura del arroyo homónino y dentro de la jurisdicción argentina, que fueron incorporados al dominio provincial el 7 de agosto de 2009.

## Historia
El 2 de julio de 1857 Justo José de Urquiza mandó fundar la Colonia San José, tras la llegada de 530 inmigrantes suizos (valesanos), saboyanos y piamonteses el día anterior. El 17 de mayo de 1862 el gobernador Urquiza decretó la creación de un juzgado de paz en la Colonia San José con jurisdicción sobre los distritos del departamento de la Capital: 2° Arroyo Urquiza, 3° Pospos y Perucho Verna y 4° Arroyo Grande. Alejo Peyret fue designado juez de paz. Dispuso también dividir el distrito Urquiza en dos separando el circuito de la Colonia San José que subdividió en dos secciones, con un alcalde al frente de cada una. Cada sección se subdividió en dos cuarteles con un teniente alcalde al frente de cada uno.
El 12 de abril de 1863 fue fundada la villa de Colón. Una ley del 12 de marzo de 1866 creó la delegacía de la Villa de Colón dentro del departamento Uruguay o Capital. Se puso a su frente un delegado político con las mismas atribuciones que los delegados de Federación, San José de Feliciano y Villa Urquiza. De acuerdo a un decreto de nombramientos del 18 de mayo de 1868 la delegacía de la villa de Colón tenía un juez de paz y un alcalde en la villa, y 4 alcaldes de cuartel numerados de 1 a 4 en la colonia San José.
El 28 de mayo de 1869 el congreso creó el departamento Colón delegando al poder ejecutivo la definición de sus límites. El 16 de junio de 1869 el gobernador Urquiza designó al primer jefe político del departamento: Ciriaco Barragán.

Uruguay, Junio 16 de 1869.

El Gobernador de la Provincia—

Habiéndose erigido en Departamento la Delegacion de Villa Colon—

DECRETA:

Art. 1 ° Nómbrase Gefe Político del Departamento de Colon al Coronel D. Ciriaco Barragan.

2 ° Comuniquese, publícese y dése al R. G.

El 18 de agosto de 1869 el gobernador decretó los límites del nuevo departamento incluyendo dentro de ellos a la delegacía de la Villa de Colón y los distritos del departamento Capital: 3° al Sud Perucho Berna, 3° al Norte Palmar, 4° Arroyo Grande, 5° Puente de Gualeguaychú.

Art. 1 ° Los límites del Departamento de Colon seran desde la barra del arroyo Urquiza hasta la barra del arroyo Grande y de aquí hasta sus puntas en la cuchilla que divide aguas al Uruguay y Gualeguay—La cuchilla grande, el arroyo San Miguel hasta su confluencia el rio Gualeguaychú y el arroyo Pantanoso, siguiendo su curso hasta enfrentar con las puntas del arroyo Urquiza, cerrando el perímetro por esta parte una linea entre las puntas de estos últimos arroyos.

De acuerdo a un decreto de nombramientos del 27 de enero de 1872 el departamento Colón tenía: un juez de paz y alcaldes de 1° y 2° cuartel en la villa de Colón, 4 alcaldes de cuartel numerados del 1 al 4 en la colonia San José, y 5 alcaldes de los distritos de campaña numerados del 1 al 5.
El 21 de junio de 1979 la intervención militar de la provincia sancionó y promulgó la ley de facto n.º 6378 que rectificó y precisó los límites interdepartamentales. Esta ley dispuso que San Salvador pasara a formar parte en su totalidad del departamento Colón, ya que hasta entonces su ejido municipal se repartía entre los departamentos Colón y Villaguay.
En 1995 perdió parte de su territorio al ser creado el departamento San Salvador. El distrito Quinto pasó en su totalidad a formar el distrito Arroyo Grande del nuevo departamento, mientras que sectores de los distritos Tercero y Cuarto formaron el distrito las Colonias.

## Gobiernos locales

### Municipios
| Municipio     | Población |
| ------------- | --------- |
| Colón         | 26 375    |
| San José      | 18 708    |
| Villa Elisa   | 9334      |
| Ubajay        | 2831      |
| Pueblo Liebig | 2098      |

### Comunas
| Comuna       | Población |
| ------------ | --------- |
| Arroyo Barú  | 632       |
| La Clarita   | 556       |
| Pueblo Cazes | 345       |

### Centros rurales de población
Los centros rurales de población gobernados por juntas de gobierno son:
Segunda categoría
- San Miguel: creado el 2 de diciembre de 2011 por decreto 5370/2011 MGJE.[15]

Tercera categoría
- Colonia Hocker (o Hoker): creado el 28 de marzo de 1984[16]
- Colonia San Anselmo y Aledañas: creado el 6 de septiembre de 2002.[17] Población rural dispersa.
- Hambis: creado el 6 de diciembre de 2002[18]

Los integrantes de las juntas de gobierno fueron designados por decreto del gobernador hasta que fueron elegidos por primera vez el 23 de noviembre de 2003, sin embargo, dado que los circuitos electorales en algunos casos no coinciden con las jurisdicciones de las juntas de gobierno algunas de ellas siguen siendo designadas por decreto mientras que otras se agrupan para elegir una sola junta. En este último caso el gobierno se reserva el derecho de realizar posteriormente la designación de la o las juntas subsumidas. Las juntas de gobierno de Pueblo Cazes y Hambis están comprendidas en un mismo circuito electoral y fueron designadas por decretos del 3 y 4 de marzo de 2004, respectivamente. En las elecciones de 18 de marzo de 2007, 23 de octubre de 2011 y 25 de octubre de 2015 eligieron una única junta de gobierno, pero la de Hambis fue designada por decretos de 8 de febrero de 2008 y de 19 de marzo de 2012. El centro rural de población de San Miguel fue creado el 2 de diciembre de 2011 y sus integrantes fueron designados por decreto n.º 154/2011 MGJE y elegidos por primera vez el 25 de octubre de 2015.
Los circuitos electorales utilizados para las elecciones de las juntas de gobierno son (CIRCUITO ELECTORAL: junta de gobierno):
- 270-PRIMER DISTRITO: Colonia San Anselmo y Aledañas
- 275-SEGUNDO DISTRITO: Colonia Hocker
- 277-TERCER DISTRITO y 279-PUENTE GUALEGUAYCHÚ: San Miguel
- 280-SAN ANTONIO: Hambis (y Pueblo Cazes)

Los circuitos electorales 278-COLONIA EL CARMEN, 281-SANTA ROSA, 285-QUINTO DISTRITO, 286-SEXTO DISTRITO corresponden a áreas no organizadas en las que no se eligen gobiernos locales.

## Distritos
El departamento Colón se divide en 5 distritos. Para fines de mensuras catastrales y en algunas ramas de la administración provincial el ejido original del municipio de Colón, y las islas del departamento son considerados aparte de los distritos y la Codificación General de Jurisdicciones Político Administrativas de la Provincia de Entre Ríos les asigna los códigos 0100 y 0107 respectivamente.
| Código - Distrito | Área (en km²) |
| ----------------- | ------------- |
| 0101 - 1°/Primero | 446,54        |
| 0102 - 2°/Segundo | 630,35        |
| 0103 - 3°/Tercero | 774,55        |
| 0104 - 4°/Cuarto  | 411,46        |
| 0106 - 6°/Sexto   | 493,84        |

- Distrito Cuarto, comprende:
  - áreas jurisdiccionales de las comunas de Arroyo Barú y de La Clarita (parte norte)
  - área no incorporada a un gobierno local (incluye la parte sur del parque nacional El Palmar)
- Distrito Primero: comprende:
  - ejidos municipales de San José y de Villa Elisa (parte sur)
  - área jurisdiccional del centro rural de población de Colonia San Anselmo y Aledañas
  - área no incorporada a un gobierno local
- Distrito Segundo: comprende:
  - ejidos municipales de Pueblo Liebig y de Villa Elisa (la mayor parte)
  - área jurisdiccional de la comuna de La Clarita (parte sur) y del centro rural de población de Colonia Hocker
  - área no incorporada a un gobierno local (2 sectores)
- Distrito Sexto: comprende:
  - ejido municipal de Ubajay
  - área no incorporada a un gobierno local (2 sectores, incluyendo la parte norte del parque nacional El Palmar)
- Distrito Tercero: comprende:
  - área jurisdiccional de la comuna de Pueblo Cazes y áreas jurisdiccionales de los centros rurales de población de Hambis y San Miguel
  - área no incorporada a un gobierno local
- Distrito Ejido de Colón: comprende:
  - ejido municipal de Colón
- Sección Islas de Colón: comprende:
  - islas en el río Uruguay

## Demografía
Cuenta con 75,305 habitantes (Indec, 2022), lo que representa un incremento del 22,9% frente a los 62,160 habitantes (Indec, 2010) del censo anterior.
La población se encuentra repartida en 38 394 mujeres y 36 911 hombres, con un índice de masculinidad de 96,1 hombres por cada 100 mujeres. 
La edad mediana de la población es de 34 años (35 años entre las mujeres y 33 años entre los hombres).
El 12,7% de la población tiene más de 65 años (frente al 11,5% en 2010), y el 2,6% de la población tiene más de 80 años (frente al 2,3% en 2010)
De las personas residentes en el departamento, unas 13 178 nacieron fuera de la provincia, y unas 1396 lo hicieron fuera del país, siendo los grupos de inmigrantes más numerosos los provenientes de:
- Uruguay: 689 personas
- Paraguay: 163 personas
- Bolivia: 42 personas
- Venezuela: 38 personas
- Brasil: 35 personas

## Áreas naturales protegidas
En el departamento Colón se halla el parque nacional El Palmar, de 8500 ha, que fue creado el 23 de enero de 1966.
Como parte del Sistema Provincial de Áreas Protegidas se halla en el departamento el refugio privado de vida silvestre La Aurora del Palmar, que es una reserva privada de uso múltiple de 1093,28 ha creada el 16 de junio de 2009. Su propietario es la Fundación Vida Silvestre Argentina.
El parque del Río Uruguay es un parque natural de 467 ha 45 a 84 ca creado por la ley 10735 sancionada el 1 de octubre de 2019 y promulgada el 22 de octubre de 2019. Comprende en el río Uruguay las islas General Hornos, Florida, Pepeají, Boca Chica, Del Marinero, Banco del Caraballo y Pelada.
El Palmar Yatay es un área natural protegida ubicada en los departamentos Colón y San Salvador. Fue designada el 5 de junio de 2011 sitio Ramsar n.º 1969, el vigésimo en Argentina. Contiene humedales de varios tipos, como selvas en galería, bajos inundables y lagunas temporarias.
Todo el río Gualeguaychú es una zona de reserva para la pesca deportiva en donde se prohíbe otro tipo de pesca. Fue declarada por decreto 4671/69 MEOySP de 1969.